# Phượng Hằng
Phượng Hằng (tên thật là Dương Phượng Hằng, sinh năm 1967, tại Đồng Tháp) là một nghệ sĩ cải lương hơi dài nổi tiếng người Việt Nam. Cô được biết đến qua lối ca và làn hơi phong phú, đặc trưng. Cô cùng nghệ sĩ Châu Thanh được công chúng mến mộ qua hàng loạt tuồng cải lương ăn khách thập niên 1980, đặc biệt là Vụ án Mã Ngưu.Cha cô là người Việt gốc Hoa, vì mê cải lương mà ông theo đoàn hát Tỷ Phượng của Bầu Hề Tỵ. Đoàn hát đến Nam Vang, ông làm quen với một cô gái bán cá người Việt, kết thành chồng vợ, sanh được hai con là Phượng Mai và Minh Tiến. Sau 30 tháng 4 năm 1975, Phượng Hằng 8 tuổi đã đóng được những vai đào con, kép con. Lúc đó chị của cô là nữ nghệ sĩ Phượng Mai 18 tuổi, anh là nghệ sĩ Minh Tiến 16 tuổi, cả hai đều là diễn viên quan trọng trong đoàn hát.

## Tiểu sử
Năm 16 tuổi (1983), Phượng Hằng rời đoàn hát Tinh Hoa, lần lượt gia nhập các đoàn hát Tây Ninh 3, đoàn Hương Dạ Thảo, đoàn Phương Bình, đoàn Hậu Giang 1, hát chung với các danh ca Minh Cảnh, Phương Bình, Linh Vương…
Năm 1987, Phượng Hằng gia nhập gánh hát cải lương Trung Hiếu, cùng với nghệ sĩ Châu Thanh hợp thành một đôi diễn viên ca vọng cổ dài hơi ăn khách nhất trong những năm 87, 88. Cách ca vọng cổ dài hơi của Phượng Hằng rất độc đáo, cô ca nhồi từng chữ, có chữ kéo dài rồi luyến láy trầm bỗng, khi thì giọng ca cao vút, lúc lại ngọt ngào, nghe rất lạ tai. Khi cô ca vô vọng cổ hay dứt câu ca thường được khán giả vỗ tay khen thưởng.
Ngoài làn hơi thiên bẩm và sự rèn luyện công phu, Phượng Hằng còn phải đặt tác giả viết riêng cho Phượng Hằng những câu vô vọng cổ ít nhất trăm chữ, phù hợp với nhân vật và câu chuyện tuồng.
Phượng Hằng được mời về cộng tác với đoàn hát Trần Hữu Trang. Ngoài giọng ca thiên phú và kỹ thuật ca ngày càng điêu luyện, Phượng Hằng bỏ lối ca dài hơi theo lối ca ở đoàn Trung Hiếu, cô hoàn thiện kỹ thuật ca, ca rõ chữ, giữ mạch văn làm nổi bật nội dung câu vọng cổ nên nhanh chóng tiến bộ trong nghệ thuật diễn xuất. Cô thủ vai Bà Mẹ trong vở Hoa Đất và đoạt được huy chương vàng xuất sắc của giải Trần Hữu Trang.
Phượng Hằng đã thành công nhiều trên lãnh vực video cải lương và có những vai hát để đời như vai Thắm trong vở Bông Ô Môi, vai chị Út trong Sóng Vàm Sông Hậu. Năm 1992, Phượng Hằng đoạt Huy Chương Vàng Giải Trần Hữu Trang. Năm 1996, Phượng Hằng được huy chương vàng diễn viên xuất sắc giải Trần Hữu Trang.

## Gia đình
Về gia đình thì Phượng Hằng kết hôn với kịch sĩ Hiền Phương và có được hai con: Bé Phương Lam và bé Thiện Phúc. Vì con còn nhỏ nên Phượng Hằng không theo các đoàn hát diễn xa mà chỉ tham gia các chương trình cải lương tổ chức hát ở rạp Hưng Đạo.
Giọng ca vọng cổ trong trẻo, mượt mà và sắc đẹp dịu dàng của Phượng Hằng ngày thêm có sức hút mãnh liệt khiến cho ngôi sao sân khấu Phượng Hằng có nhiều dịp được các bầu show mời cô trổ tài trên sân khấu và các chương trình cải lương truyền hình.

## Các bài tân & vọng cổ
- Vụ Án Mã Ngưu
- Chiến Công Thầm Lặng
- Ngai Vàng Và Nữ Tướng
- Khi Rừng Thu Thay Lá
- Tình Hận Thâm Cung
- Nữ Kiệt Sang Sông
- Duyên quê
- Đời nghệ sĩ
- Chút Kỷ Niệm Buồn
- Tơ Duyên
- Ra Giêng Anh Cưới Em
- Mừng Tuổi Mẹ
- Thương Chồng
- Giọt Lệ Đài Trang
- Truyền Thuyết Tình Yêu
- Quê Hương Và Nỗi Nhớ

## Các vai diễn ghi dấu ấn
- Thục Oanh trong Vụ Án Mã Ngưu
- Hồng trong Chiến Công Thầm Lặng
- Thủy Tiên trong Lệnh Truy Nã
- Cẩm Giang trong Sự tích Cây Uyên Ương
- Bà Năm Trầu trong Hoa Đất
- Mạnh Khương trong Tần Thủy Hoàng
- Út Tịch trong Người mẹ cầm súng
- Tình không biên giới
- Hương trong Nửa đời hương phấn
- Hoa Mộc Lan trong Hoa Mộc Lan
- Huệ Phi trong Cửu Tuyền Lai Sinh